# Aeroportul Cape Sarichef
Aeroportul Cape Sarichef (IATA: WSF, ICAO: PACS, FAA LID: 26AK) este un aeroport din Alaska, Statele Unite ale Americii.
Situat la o altitudine de 89 m, aeroportul dispune de 2 piste.

## Infrastructură

### Piste
Aeroportul dispune de 2 piste. Pista 06/24 are suprafața de pietriș și dimensiunile 1.900 picioare × 90 picioare. Pista 16/34 are suprafața de pietriș și dimensiunile 3.500 picioare × 120 picioare. 